# Грег Саттон
Грег Саттон (англ. Gregory Sutton; нар. 19 квітня 1977, Монреаль) — канадський футболіст, що грав на позиції воротаря.
Виступав, зокрема, за клуб «Монреаль Імпакт», а також національну збірну Канади.

## Клубна кар'єра
У дорослому футболі дебютував 1999 року виступами за команду «Чикаго Файр», у якій провів один сезон, взявши участь у 5 матчах чемпіонату. 
Згодом у 2000 році грав у складі команд «Нью-Йорк Ред Буллз» та «Цинциннаті Риверхоукс».
Своєю грою за останню команду привернув увагу представників тренерського штабу клубу «Монреаль Імпакт», до складу якого приєднався 2001 року. Відіграв за команду з Монреаля наступні п'ять сезонів своєї ігрової кар'єри. Більшість часу, проведеного у складі «Монреаль Імпакт», був основним голкіпером команди.
Протягом 2007—2011 років захищав кольори клубів «Торонто», «Нью-Йорк Ред Буллз» та «Монреаль Імпакт».
Завершив ігрову кар'єру у команді «Монреаль Імпакт», у складі якої вже виступав раніше. Повернувся до неї 2012 року, захищав її кольори до припинення виступів на професійному рівні у 2012 році.

## Виступи за збірну
У 2004 році дебютував в офіційних матчах у складі національної збірної Канади.
У складі збірної був учасником розіграшу Золотого кубка КОНКАКАФ 2005 року у США, розіграшу Золотого кубка КОНКАКАФ 2007 року у США, розіграшу Золотого кубка КОНКАКАФ 2009 року у США.
Загалом протягом кар'єри в національній команді, яка тривала 6 років, провів у її формі 16 матчів.